# L'affare Khalkis
L'affare Khalkis (titolo originale The Greek Coffin Mystery), pubblicato in Italia anche con il titolo L'affare Kalkis è un romanzo giallo di Ellery Queen, pubblicato nel 1932.

## Trama
George Khalkis, un collezionista d'arte greco di fama internazionale, muore per cause naturali. Il suo legale Miles Woodruff scopre che il testamento del defunto è scomparso poco prima del funerale, e avverte quindi il procuratore distrettuale dell'accaduto. L'ispettore Richard Queen, della squadra omicidi di New York, e suo figlio Ellery, investigatore dilettante, restringono le ipotesi a una sola possibile: il testamento deve trovarsi nella bara del defunto Khalkis, inumata nel piccolo cimitero privato accanto alla sua residenza. L'esumazione della salma tuttavia non rivela alcun testamento, bensì la sconvolgente e inattesa presenza nella bara di un secondo cadavere, morto per strangolamento, che risulta essere quello di un truffatore già noto alle forze dell'ordine per numerosi precedenti.

## Personaggi principali
- Georg Khalkis - mercante d'arte
- Gilbert Sloane - manager della Galleria Khalkis
- Delphina Sloane - sua moglie, sorella di Georg Khalkis
- Alan Cheney - figlio del primo matrimonio di Delphina Sloane
- Demmy - cugino di Khalkis
- Joan Brett -  segretaria di Khalkis
- Jan Vreeland - rappresentante commerciale della Galleria Khalkis
- Lucy Vreeland - sua moglie
- Nacho Suiza - direttore della Galleria Khalkis
- Dottor Wardes - oculista inglese
- Miles Woodruff - avvocato di Khalkis
- Dottor Duncan Frost - medico di Khalkis
- James J. Knox - milionario e collezionista d'arte, amico di Khalkis
- Signora Simms - governante di casa Khalkis
- Weekes - maggiordomo di casa Khalkis
- Susan Morse - vicina di casa dei Khalkis
- Reverendo John Elder - della chiesa locale
- Honeywell - sacrestano
- Albert Grimshaw - ex galeotto
- Jeremiah Odell - idraulico
- Lily Odell - sua moglie
- Bell - portiere notturno dell'Hotel Benedict
- Pepper - assistente procuratore
- Henry Sampson - procuratore distrettuale
- Colahan - detective dell'ufficio del procuratore
- Hagstrom, Hesse, Flint, Johnson, Piggott, Ritter - poliziotti
- Dottor Samuel Prouty - medico legale
- Edmund Crewe - esperto di architettura
- Una Lambert - esperta di calligrafia
- Djuna - domestico dei Queen
- Sergente Thomas Velie - della Squadra Omicidi
- Richard Queen - capo della Squadra Omicidi
- Ellery Queen - scrittore e investigatore dilettante, figlio di Richard

## Critica
"Il libro dimostra quanto la vita possa essere più complicata di come uno se la immagina. Dimostra anche come le idee possono nascere l'una dall'altra, conducendo gradualmente a idee più complesse. [...] Il modello o l'analogia più calzante per Ellery Queen è il processo della scoperta scientifica, laddove un Tycho Brahe effettua migliaia di osservazioni di dati, un Keplero le raggruppa in leggi e un Newton infine spiega queste leggi attraverso un sistema di gravitazione universale. Il libro di Ellery Queen è una versione finzionale di questo processo, un tentativo di creare una situazione immaginaria che dimostri in pieno le complessità della ragione umana."

"Il libro di Ellery Queen con la trama più brillante e che maggiormente confonde il lettore. Più svolte e meandri del Mississippi."

Il noto autore di romanzi polizieschi Philip MacDonald affermò che questo romanzo era il giallo con la soluzione più sorprendente che avesse mai letto.

Nell'edizione originale, le lettere iniziali dei titoli dei capitoli formano un acrostico la cui soluzione è "The Greek Coffin Mystery by Ellery Queen".

Nella narrazione è specificato che questo è il primo caso di omicidio affrontato da Ellery Queen, che si colloca cronologicamente prima degli altri romanzi pubblicati in precedenza.

## Edizioni
- Ellery Queen, L'affare Kalkis, in: "5 colpi per Ellery Queen", traduzione di Cesare Giardini, Omnibus Mondadori, Arnoldo Mondadori Editore, 1967.
- Ellery Queen, L'affare Khalkis, traduzione di Gianni Montanari, collana I Classici del Giallo Mondadori (n. 948), Mondadori, 2003,  p. 328, ISSN 0009-8426.